# Baltasar de Zúñiga y Velasco
Baltasar de Zúñiga y Velasco (Salamanca, 1561-Madrid, 7 de octubre de 1622). Fue comendador mayor de León en la Orden de Santiago, embajador en Bruselas, París y Praga, consejero de Estado del rey Felipe III, ayo del príncipe, el futuro rey Felipe IV, y su primer ministro y presidente del Consejo de Italia, miembro de la Casa de Zúñiga.

## Filiación
Hijo de Jerónimo de Acevedo y Zúñiga, IV conde de Monterrey, señor de Biedma y Ulloa y de su esposa Inés de Velasco y Tovar, hija de Juan Sánchez de Velasco y Tovar, I marqués de Berlanga, y de su esposa Juana Enríquez de Ribera. Baltasar era hermano menor de Gaspar de Zúñiga y Acevedo, V conde de Monterrey, virrey de la Nueva España y del Perú y de María casada con Enrique de Guzmán, II conde de Olivares.

## Al servicio del rey Felipe II de España
Baltasar estudió en el colegio jesuita de Monterrey. Cruzó caballero en la Orden de Santiago en 1582.
Se alista y toma parte el año de 1588 en la Armada Invencible, comandada por su deudo Alonso Pérez de Guzmán y Zúñiga, VII duque de Medina Sidonia, que se dirigía al castigo de Inglaterra. Desembarca en San Sebastián el 19 de septiembre de 1588, enviado por el duque de Medina Sidonia, trayendo el mensaje del desalentador estado de la armada: "que la armada regresa a España, ha librado una batalla y ha sido azotada y maltrecha por las tormentas, y que está delicado de salud".  Al retorno de esta jornada pide ayuda para entrar en la carrera diplomática a su cuñado Enrique de Guzmán, II conde de Olivares, embajador en Roma, de quien aprende el arte de la diplomacia, que años más tarde enseña a su sobrino Gaspar de Guzmán, III conde de Olivares. El rey Felipe II lo nombró gentilhombre de la boca en 1591 y le dice tenerlo para cosas más grandes.

## Al servicio del rey Felipe III de España

### Embajador en Bruselas y París
Durante el reinado de Felipe III fue nombrado embajador en la corte de los archiduques Alberto e Isabel Clara Eugenia en Bruselas. Cargo que ejerció desde el año de 1599 al año de 1603 y luego fue destinado de embajador en París hasta 1606. En Flandes Baltasar conoció al humanista Justus Lipsius, autor de De Constantia, a quien admiraba y con quien cursó correspondencia. Lipsius influyó también a Juan Antonio de Vera y Zúñiga, conde de la Roca, autor de El Enbaxador, tratado publicada en 1620, que se convirtió en vademécum de los diplomáticos.
Baltasar, Juan de Tassis, conde de Villamediana, y Juan Fernández de Velasco, duque de Frías, embajador extraordinario, negocian en Londres un tratado de acuerdo firmado el 28 de agosto de 1604 por el rey Jacobo I de Inglaterra, por el que se estipuló entre otras cláusulas, la paz y amistad entre Inglaterra y España, el matrimonio de la infanta Ana Margarita con el príncipe de Gales Enrique Federico, no dar ayuda a las Provincias Unidas de los Países Bajos, ningún acto de hostilidad contra las guarniciones inglesas en Holanda y libertad de comercio entre Inglaterra y España. El tratado fue ratificado por el rey Felipe III en Valladolid el 16 de junio de 1605. Baltasar negocia un tratado similar con Francia, firmado en París por el ministro francés marqués de Rosny y aprobado por el duque de Frías en Arrás el 16 de octubre de 1604.
Baltasar regresó a España en 1606 a litigar el pleito que sobre el mayorazgo llevaba su casa, a la muerte en Lima de su hermano Gaspar, V conde de Monterrey, virrey del Perú.

### Embajador en Praga
Baltasar fue nombrado en 1608 embajador ante la corte del emperador del Sacro Imperio Rodolfo II en Praga en 1608. Sustituyó a Guillén de San Clemente, que murió poco después, en una de las épocas más críticas de la historia del Sacro Imperio y de la Casa de Austria. Ejerció el cargo desde julio de 1608 hasta marzo de 1617.
Seis provincias alemanas constituyeron cerca de Nördlingen el 12 de mayo de 1608 la Unión Evangélica, unión de acción y defensa por un plazo de 10 años, cuyo jefe fue el príncipe elector Federico V. Baltasar persuade a Rodolfo II, emperador del Sacro Imperio, y logra hacer formar la Liga Católica en 1609. 
A la muerte del emperador Rodolfo II acaecida el 20 de enero de 1612 es elegido, con la ayuda de Baltasar de Zúñiga embajador de España, Matías, rey de Bohemia, emperador del Sacro Imperio el 13 de junio de 1612.  Como sucesor de Matías en el reino de Bohemia, propone Baltasar la elección del archiduque Fernando de Estiria-Austria como rey de Bohemia y de Hungría y elabora un convenio, que fue negociado por su sucesor, Iñigo Vélez de Guevara y Taxis, VIII conde de Oñate,  y firmado el 6 de junio de 1617 en Praga. En él se estipulaba la renuncia del rey Felipe III a los reinos de Bohemia y Hungría a cambio del Tirol y de Sundgau en Alsacia, asegurando así el paso de las tropas españolas de Milán a Flandes. Baltasar puso gran empeño en la buena conexión y política activa del eje Madrid-Praga/Viena.

### Consejero de Estado
Baltasar estaba propuesto como embajador ante la Santa Sede, pero su sobrino Gaspar de Guzmán, III conde de Olivares, ayuda de cámara del príncipe Felipe IV y casado con su sobrina Inés de Zúñiga y Velasco, dama de la reina Margarita, intercede con la ayuda de Cristóbal de Sandoval y Rojas, l duque de Uceda, para asegurar que Baltasar sea llamado a Madrid, quien poseía profundos conocimientos de los problemas del Imperio y de la política europea. Baltasar es nombrado por el rey Felipe III miembro del Consejo de Estado y del Consejo de Guerra el primero de julio del año 1617.
En el Consejo de Estado Baltasar se impone a los intentos neutralistas de Francisco Gómez de Sandoval y Rojas, l duque de Lerma, primer ministro (válido) del rey Felipe III hasta su retiro a Valladolid el 4 de octubre de 1618.  El Consejo de Estado estuvo prácticamente desde 1618 bajo la dirección de Baltasar de Zúñiga, que fue el real centro de decisión y poder. Zúñiga consideraba que la política pasiva del duque de Lerma permitía a los Ingleses y holandeses reforzarse. Él decía que si no se podía frenar a Holanda se perderían las Indias, después Flandes, después Italia y por último la propia España. El duque de Lerma deseaba al fin de su carrera realizar una empresa de castigo al reino pirata de Argelia, que desde comienzos del siglo XVI venía asaltando las embarcaciones de comerciantes y desolando las villas del Mediterráneo. Baltasar de Zúñiga se opuso a este plan y exigía la ayuda al Sacro Imperio. El rey Felipe III decidió en enero de 1619 llevar a cabo el plan de Baltasar. En mayo de 1619 un ejército de 7000 soldados españoles veteranos de Flandes marcharon en dirección a Viena y en marzo de 1621 ya estaban 40.000 soldados al servicio del Sacro Imperio.
Baltasar hizo regresar a España entre los años de 1617 al 1621 a una política activa y novedosa. Zúñiga estaba decidido a detener el proceso de decadencia y aspiraba el resurgimiento bajo los ideales de "'reformación"' y "'reputación"'. Convencido de la necesidad de aplacar el avance de la herejía y la subversión en el Sacro Imperio, propuso y condujo el proceso de intervención española en Bohemia, Austria y Hungría. Para ello era necesario en 1618 dar ayuda militar y económica al emperador para sofocar el levantamiento en Bohemia, consiguiendo así el restablecimiento del prestigio y reputación de las dos ramas de la Casa de Austria.
La política internacional de Zúñiga no fue producto de resolver problemas internos buscando pretextos en aventuras militares en el exterior. Por lo contrario sus propuestas y decisiones se basaban en un amplio estudio de consideraciones políticas, religiosas, económicas y geoestratégicas en un contexto de pesimismo sobre el panorama internacional.
En 1617 se creó la Junta de Armadas con el objeto de activar los recursos navales y la Junta de Reformación para lograr una reforma fiscal y económica del reino. Baltasar de Zúñiga introducen la política de "'limpieza de manos"' rehusando presentes y privilegios 
En 1618 llegó al poder de las provincias unidas de Holanda el partido dominado por Mauricio de Nasáu decidido a una confrontación con España. El rey Luis XIII de Francia instruye a su embajador en Bruselas para abrir la guerra en los Países Bajos y así obtener más libertad en sus empresas en Italia. El rey Jacobo I de Inglaterra deseaba también renovar la guerra en los Países Bajos, para que sirva de presión y se acepte la restauración de su yerno Federico en el Palatinado. Estos acontecimientos dieron comienzo a la llamada guerra de los Treinta Años, que duró hasta el tratado de paz, firmado el 24 de octubre de 1648 en Münster, Renania. Baltasar de Zúñiga había reconocido "que el prometernos que podemos conquistar a los holandeses es buscar lo imposible y engañarse uno mismo". Su resoluta conducta, apoyada por los Archiduques en Bruselas, motivó a los príncipes alemanes católicos a restituir la Liga Católica en 1619 bajo la dirección del príncipe Maximiliano de Baviera.
Por su larga experiencia diplomática, su brillante ingenio y su íntegro y austero carácter, resuelto y tenaz, se convierte en el principal miembro del Consejo de Estado y el rey Felipe III en agradecimiento lo nombra en 1619 comendador mayor de León de la Orden de Santiago y ayo del príncipe Felipe.
A la muerte del emperador Matías acaecida el 20 de marzo de 1619 es elegido Fernando II emperador del Sacro Imperio el 28 de agosto de 1619. La Unión Evangélica apoya como rey de Bohemia a Federico V, príncipe elector palatino, calvinista, yerno de Jacobo I, rey de Inglaterra, que la había arrebatado a los Habsburgo. Las guerras en Alemania y en los Países Bajos se reiniciaron y España dio ayuda económica y militar al Sacro Imperio. El 28 de diciembre de 1619 en el Consejo de Estado propone la intervención en el Palatinado con ayuda de las tropas españoles en Flandes. El rey Felipe III escribe el 6 de mayo de 1620 al archiduque Alberto para que se realice la invasión del Palatinado. El maestre de campo y general de los ejércitos españoles en Flandes Ambrosio Spinola, I marqués de los Balbases, conquista en la Renania el Palatinado en septiembre de 1620 y en la batalla de la Montaña Blanca, librada el 8 de noviembre de 1620 cerca de Praga, derrota al ejército del príncipe elector Federico. El bando del Imperio se proclama el 22 de enero de 1621 contra Federico y sus partidarios. El eje España-Sacro Imperio gana victoriosamente el conflicto.

## Al servicio del reyFelipe IV

### Ayo y tutor del príncipe de Asturias Felipe IV, primer ministro del rey Felipe IV
El 22 de abril de 1619 es nombrado Baltasar de Zúñiga ayo y tutor del príncipe de Asturias, el futuro rey Felipe IV.  Entre las personas de confianza personal y de íntimo contorno elige el rey Felipe III a personajes miembros de la alta nobleza, como Sandoval, Zúñiga, Haro, Guzmán, familias emparentadas entre sí.
El rey Felipe III falleció el 31 de marzo de 1621. Felipe IV, adolescente de 16 años de edad, en los primeros días de su reinado despidió del gobierno a Cristóbal de Sandoval y Rojas, l duque de Uceda, primogénito del duque de Lerma, válido de su padre Felipe III,  y nombra a su ayo y severo tutor Baltasar de Zúñiga para que se haga cargo de los papeles y negociaciones de Estado.  Baltasar anuncia su intención de "restaurar todas las cosas en el estado que estaban durante el reinado de Felipe II y abolir la gran cantidad de abusos introducidos por el reciente gobierno". Baltasar, ayudado por su sobrino Gaspar de Guzmán y Pimentel, III conde de Olivares, logran tomar medidas a los ministros culpables en el reinado de Felipe III: Rodrigo Calderón fue ajusticiado en septiembre de 1621, Pedro Téllez Girón, III duque de Osuna, arrestado en abril de 1621 (falleció en prisión en 1624), Cristóbal de Sandoval y Rojas, l duque de Uceda, y Fray Luis de Aliaga fueron desterrados en abril de 1621, las propiedades de Francisco Gómez de Sandoval y Rojas, l duque de Lerma, fueron confiscadas.
Desde el comienzo del reinado de Felipe IV Baltasar de Zúñiga se preocupa por los problemas de Portugal, tales como quejas sobre el mal gobierno de los virreyes, olvido de sus privilegios, economía del reino.
A la muerte de Juan Alonso Pimentel Enríquez, conde duque de Benavente, en noviembre de 1621 Baltasar lo reemplazó en la presidencia del Consejo de Italia. Realiza negociaciones diplomáticas de enero de 1621 a abril de 1622 para resolver el problema que presentaba la Valtellina,  región con puertos alpinos, en su preocupación de tener libres los “caminos imperiales” de la Lombardía a Flandes y a Viena-Praga.
La Junta Grande de Reformación fue creada el 11 de agosto de 1622 con el fin de realizar la reforma económica y financiera del reino, comenzando con la reformación económica de la casa real. Las recomendaciones de la junta fueron firmadas por el rey Felipe IV dos semanas después del fallecimiento de Baltasar de Zúñiga.
Baltasar fallece en el palacio real de Madrid el 7 de octubre del año 1622. Su imprevista muerte fue un choque para su sobrino Gaspar de Guzmán, III conde de Olivares El cronista real Antonio de Herrera escribe a su muerte "Elogio a Don Baltasar de Zúñiga" Francisco de Quevedo Villegas, poeta, escritor, secretario del duque de Osuna, decía: "la muerte de Zúñiga dejó para algunos huérfano el despacho, para otros desembarazado". La impresión de sus contemporáneos sobre Baltasar era la de un personaje prudente, flemático, afectuoso a las damas, que observaba cautelosamente lo que sucedía en el mundo.
Baltasar de Zúñiga fue mentor de su sobrino Gaspar de Guzmán y Pimentel, III conde de Olivares, I duque de Sanlúcar la Mayor, quién a la sombra de su tío Baltasar había ganado la confianza de los reyes Felipe III y Felipe IV, y a su muerte entró en el Consejo de Estado y se hizo evidente que era el único válido del rey Felipe IV. Su retrato se conserva en la galería de pinturas españolas del siglo XVI y XVII del Castillo de Nelahozeves, situado a 25 km al norte de Praga, Chequia.

## Matrimonio y descendencia
Contrajo matrimonio con Francisca de Clarut (en realidad, Odile Françoise de Claerhout), dama flamenca al servicio de la infanta Isabel Clara Eugenia, soberana de los Países Bajos. Odile Françoise era hija de Lamoral de Claerhout, barón de Maldeghem y Françoise de Ongnies. Tuvieron seis hijos:
- Inés (1614-¿?)
- Isabel de Zúñiga y Claerhout, I marquesa de Tarazona (c. 1616-c. 1648), casada con Fernando Antonio de Ayala y Ulloa, III conde de Ayala.
- Jerónimo (1618-1619)
- Margarita (¿1619?-1627)
- Mariana (1620-1630)
- Gaspar Felipe (1621-1625) que nació en el Alcázar de Madrid. Fue ahijado del rey, quien lo protegió. A pesar de su corta edad sucedió a su padre como comendador mayor de León en la orden de Santiago.[46]